# 평양연극영화대학
평양연극영화대학(平壤演劇映畵大學)은 연극과 영화 인력을 전문적으로 양성하는 조선민주주의인민공화국의 교육 기관이다. 평양직할시 동대원구역에 있다.
1953년에 설립되었고, 다수의 졸업생이 조선민주주의인민공화국의 주요 영화인으로 활동하였다. 1972년부터 1988년까지는 영화 교육만 담당하는 평양영화대학으로 개편된 적이 있었다.

## 유명 졸업생
- 성혜림 - 배우
- 오미란 - 배우
- 리춘히 - 아나운서